# Кемецкое сельское поселение
Кемецкое се́льское поселе́ние — упразднённое муниципальное образование в Бологовском районе Тверской области Российской Федерации, существовавшее в 2005 — 2023 годах.
Центр поселения — село Кемцы.
Кемецкое сельское поселение образовано в 2005 году, включило в себя территорию Кемецкого сельского округа.
Законом Тверской области от 26 мая 2023 года № 24-ЗО муниципальное образование было упразднено с включением всех населённых пунктов в состав Бологовского муниципального округа.

## Географические данные
- Общая площадь: 208 км².
- Нахождение: северная часть Бологовского района.
  - Граничит:
    - на севере — с Новгородской областью, Боровичский район,
    - на востоке — с Березорядским СП,
    - на юге — с Кафтинским СП,
    - на западе — с Рютинским СП.

Главные реки — Березайка и её приток Кемка.

## Население
| 2010 | 2011 | 2012 | 2013 | 2014 | 2015 | 2016 |
| ---- | ---- | ---- | ---- | ---- | ---- | ---- |
| 604  | ↘599 | ↘586 | ↘567 | ↘542 | ↘532 | ↘509 |
| 2017 | 2018 | 2019 | 2020 | 2021 |      |      |
| ↘500 | ↘488 | ↘476 | ↘459 | ↘397 |      |      |

По переписи 2002 года — 801 человек, на 01.01.2008 — 702 человек,  по переписи 2010 года — 604 человека.
Национальный состав: русские.

## Населенные пункты
На территории поселения находятся 17 населенных пунктов:
| №  | Населённый пункт      | Тип населённого пункта | Население |
| -- | --------------------- | ---------------------- | --------- |
| 1  | Беленец               | деревня                | 18        |
| 2  | Бухалово              | деревня                | ↘0        |
| 3  | Дуплево               | деревня                | 22        |
| 4  | Захарино              | деревня                | 7         |
| 5  | Исаковское            | деревня                | 7         |
| 6  | Казанское             | деревня                | 14        |
| 7  | Кемцы                 | село                   | 366       |
| 8  | Корпино               | деревня                | 13        |
| 9  | Любитово              | деревня                | 29        |
| 10 | Медведево             | деревня                | 13        |
| 11 | Николаевское-Жальники | деревня                | 8         |
| 12 | Проказово             | деревня                | 29        |
| 13 | Рудаково              | деревня                | ↗11       |
| 14 | Сорочины              | деревня                | 31        |
| 15 | Устье                 | деревня                | 19        |
| 16 | Хворостово            | деревня                | 14        |
| 17 | Шляхово               | деревня                | 1         |

## Известные люди
- В деревне Захарино родился Герой Советского Союза Яков Степанович Зимин.
- В селе Дуплево родился известный советский писатель, художник, поэт, сценарист, выдающийся детский писатель Радий Петрович Погодин.

## Экономика
Основное хозяйство:ООО«Воля».